# Ayoze Pérez
Ayoze Pérez Gutiérrez, né le 29 juillet 1993 à Santa Cruz de Tenerife, est un footballeur international espagnol qui évolue au poste d'attaquant dans le club de Villarreal CF.

## Biographie

### CD Tenerife
Né à Santa Cruz de Tenerife dans les îles Canaries, Ayoze Pérez est formé au CD Tenerife. Il fait sa première apparition en Liga le 18 août 2013 et dispute seize matchs (un but) lors de la saison 2013-2014. Le 23 mars 2014, Ayoze marque le premier hat-trick de sa carrière lors d'une victoire 5-0 contre le SD Ponferradina. Cette performance lui vaut le titre de joueur du mois. En octobre 2014, il remporte le titre de meilleur milieu offensif de Segunda División 2013-2014 lors de la remise des prix LFP. 

### Newcastle United
Le 5 juin 2014, Ayoze Pérez rejoint Newcastle United. Il fait ses débuts en Premier League le 17 août suivant, en remplaçant Emmanuel Rivière en fin de rencontre contre Manchester City (défaite 2-0 à domicile). Il marque son premier but lors de la victoire 2-1 des Magpies face à Tottenham le 26 octobre 2014. Six jours plus tard, il entre sur le terrain à la mi-temps en remplaçant Papiss Cissé et marque le seul but du match qui permet à Newcastle de vaincre Liverpool et de célébrer sa quatrième victoire consécutive. Le 9 novembre, Ayoze marque un troisième but consécutif en trois matchs lors de la victoire à l'extérieur 2-0 contre West Bromwich Albion. Il conclut cette première saison en Premier League avec sept réalisations en 36 matchs.

### Leicester City
Le 4 juillet 2019, il s'engage pour quatre saisons avec Leicester City.

### Villarreal CF
Il s’engage avec Villarreal CF le 13 août 2024 en provenance du Real Betis pour les 4 prochaines saisons, contre quatre millions d’euros. 

### Carrière internationale
Le 29 août 2014, Ayoze est appelé pour la première fois en équipe d'Espagne espoirs. Il fait ses débuts en entrant en fin de match face à la Hongrie le 4 septembre suivant.
En mai 2024, il figure dans une liste élargie de 29 joueurs appelés par Luis de la Fuente pour l'Euro 2024 puis il fait partie de la liste définitive de 26 joueurs publiée le 7 juin,. 

## Statistiques
| Saison                | Club                  | Championnat           | Championnat | Championnat | Championnat | Coupe nationale | Coupe nationale | Coupe nationale | Coupe de la Ligue | Coupe de la Ligue | Coupe de la Ligue | Compétition(s) continentale(s) | Compétition(s) continentale(s) | Compétition(s) continentale(s) | Compétition(s) continentale(s) | Barrages | Barrages | Barrages | Espagne | Espagne | Espagne | Total | Total | Total |
| Saison                | Club                  | Division              | M.          | B.          | P.d.        | M.              | B.              | P.d.            | M.                | B.                | P.d.              | Comp.                          | M.                             | B.                             | P.d.                           | M.       | B.       | P.d.     | M.      | B.      | P.d.    | M.    | B.    | P.d.  |
| 2012-2013             | CD Tenerife           | Segunda División B    | 16          | 1           | -           | -               | -               | -               | -                 | -                 | -                 | -                              | -                              | -                              | -                              | 3        | 0        | 0        | -       | -       | -       | 19    | 1     | 0     |
| 2013-2014             | CD Tenerife           | Liga Adelante         | 34          | 16          | 5           | 1               | 0               | 0               | -                 | -                 | -                 | -                              | -                              | -                              | -                              | -        | -        | -        | -       | -       | -       | 35    | 16    | 5     |
| Sous-total            | Sous-total            | Sous-total            | 50          | 17          | 5           | 1               | 0               | 0               | -                 | -                 | -                 | -                              | -                              | -                              | -                              | 3        | 0        | 0        | -       | -       | -       | 54    | 17    | 5     |
| 2014-2015             | Newcastle United      | Premier League        | 36          | 7           | 0           | -               | -               | -               | 3                 | 0                 | 0                 | -                              | -                              | -                              | -                              | -        | -        | -        | -       | -       | -       | 39    | 7     | 0     |
| 2015-2016             | Newcastle United      | Premier League        | 34          | 6           | 2           | 1               | 0               | 0               | 2                 | 0                 | 0                 | -                              | -                              | -                              | -                              | -        | -        | -        | -       | -       | -       | 37    | 6     | 2     |
| 2016-2017             | Newcastle United      | Championship          | 36          | 9           | 6           | 2               | 0               | 0               | 3                 | 3                 | 0                 | -                              | -                              | -                              | -                              | -        | -        | -        | -       | -       | -       | 41    | 12    | 6     |
| 2017-2018             | Newcastle United      | Premier League        | 36          | 8           | 5           | 1               | 2               | 0               | -                 | -                 | -                 | -                              | -                              | -                              | -                              | -        | -        | -        | -       | -       | -       | 37    | 10    | 5     |
| 2018-2019             | Newcastle United      | Premier League        | 37          | 12          | 2           | 3               | 1               | 0               | 1                 | 0                 | 1                 | -                              | -                              | -                              | -                              | -        | -        | -        | -       | -       | -       | 41    | 13    | 3     |
| Sous-total            | Sous-total            | Sous-total            | 179         | 42          | 15          | 7               | 3               | 0               | 9                 | 3                 | 1                 | -                              | -                              | -                              | -                              | -        | -        | -        | -       | -       | -       | 195   | 48    | 16    |
| 2019-2020             | Leicester City FC     | Premier League        | 33          | 8           | 4           | 2               | 0               | 0               | 5                 | 0                 | 1                 | -                              | -                              | -                              | -                              | -        | -        | -        | -       | -       | -       | 40    | 8     | 5     |
| 2020-2021             | Leicester City FC     | Premier League        | 25          | 3           | 0           | 6               | 1               | 0               | 1                 | 0                 | 0                 | C3                             | 4                              | 0                              | 0                              | -        | -        | -        | -       | -       | -       | 36    | 4     | 0     |
| 2021-2022             | Leicester City FC     | Premier League        | 14          | 2           | 2           | 1               | 0               | 0               | 1                 | 0                 | 0                 | C3+C4                          | 4+5                            | 1+1                            | 0+1                            | -        | -        | -        | -       | -       | -       | 25    | 4     | 3     |
| 2022-2023             | Leicester City FC     | Premier League        | 8           | 0           | 1           | 1               | 0               | 0               | 4                 | 1                 | 0                 | -                              | -                              | -                              | -                              | -        | -        | -        | -       | -       | -       | 13    | 1     | 1     |
| Sous-total            | Sous-total            | Sous-total            | 80          | 13          | 8           | 10              | 1               | 0               | 11                | 1                 | 1                 | -                              | 13                             | 1                              | 1                              | -        | -        | -        | -       | -       | -       | 114   | 16    | 10    |
| 2022-2023             | Real Betis (prêt)     | La Liga               | 19          | 3           | 1           | -               | -               | -               | -                 | -                 | -                 | C3                             | 2                              | 1                              | 0                              | -        | -        | -        | -       | -       | -       | 21    | 4     | 1     |
| 2023-2024             | Real Betis            | La Liga               | 30          | 8           | 2           | 1               | 0               | 0               | -                 | -                 | -                 | C3                             | 6                              | 2                              | 1                              | -        | -        | -        | 2       | 1       | 1       | 39    | 11    | 4     |
| Sous-total            | Sous-total            | Sous-total            | 49          | 11          | 3           | 1               | 0               | 0               | -                 | -                 | -                 | -                              | 8                              | 3                              | 1                              | -        | -        | -        | 2       | 1       | 1       | 60    | 15    | 5     |
| 2024-2025             | Villarreal CF         | La Liga               | 30          | 19          | 2           | 2               | 3               | 2               | -                 | -                 | -                 | -                              | -                              | -                              | -                              | -        | -        | -        | 3       | 1       | 1       | 35    | 23    | 5     |
| Total sur la carrière | Total sur la carrière | Total sur la carrière | 389         | 101         | 33          | 21              | 7               | 2               | 20                | 4                 | 2                 | -                              | 21                             | 4                              | 2                              | 3        | 0        | 0        | 5       | 2       | 2       | 459   | 118   | 41    |

## Palmarès

### En club
- Newcastle United
  - Champion d'Angleterre de D2 en 2017.
- Leicester City
  - Vainqueur de la Coupe d'Angleterre en 2021.
  - Vainqueur du Community Shield en 2021 avec Leicester City

### En sélection
- Championnat d'Europe
  - Vainqueur : 2024